# Грединаренко, Леонид Иванович
Леонид Иванович Грединаренко (1902—1992) — советский военачальник. Участник Великой Отечественной войны. Начальник Бакинского пехотного училища (1953—1956). Генерал-майор.

## Биография
Родился 23 августа 1902 года в местечке Новоукраинка (ныне — в Скадовском районе Херсонской области).

### В РККА
В конце 1918 года добровольно вступил в Новоукраинский партизанский отряд, который позднее был переформирован в 505-й Знаменский советский полк, вошедший в состав 57-й стрелковой дивизии. В составе полка проходил службу рядовым бойцом, младшим командиром, помощником начальника команды связи. Воевал на Южном фронте против войск генерала А. И. Деникина, под Полтавой, Севском, на реке Сейм, а с весны 1920 года — на Западном фронте с войсками Польши.
С июня 1920 года после контузии находился на излечении в госпитале г. Новобелица.
С ноября 1920 года направлен в органы ВЧК в Елисаветград, где служил начальником отряда и уполномоченным по борьбе с бандитизмом.
В апреле 1924 года вновь переведён в РККА и назначен в 44-ю стрелковую дивизию (Житомир). Службу проходил политбойцом, младшим командиром в отдельной роте связи.
С сентября 1925 года — старший учитель в 135-м стрелковом полку.
С декабря 1925 года — врид политрука роты 132-го стрелкового полка 44-й стрелковой дивизии.
С сентября 1927 по август 1928 г. — обучался на военно-политических курсах (Киев), там же в 1928 г. сдал экстерном экзамен за курс пехотной школы. По возвращении в полк назначен пом. командира пулеметной роты по политчасти 132-го стрелкового полка 44-й стрелковой дивизии.
С декабря 1928 года — командир и политрук 3-го полка связи (Харьков).
С августа 1931 года — начальник штаба 106-го отдельного батальона связи 41-й стрелковой дивизии УВО (Кривой Рог).
С февраля 1932 года — командир 202-й отдельной роты связи, затем — командир отдельного батальона связи в городе Могилёв-Подольский.
В 1935 году окончил курсы усовершенствования старшего начсостава при Киевской школе связи.
С 28 марта 1938 года — начальник связи 97-й стрелковой дивизии КВО (Жмеринка).
С ноября 1938 года — ид пом.начальника войск связи округа, с ноября 1939 года — начальника 1-го отделения отдела связи округа.
С октября 1940 года — начальник штаба Коростеньского УРа (КОВО). Майор.

### В годы войны
С августа 1941 года — по расформированию Коростеньского УРа, назначен начальником штаба 45-й стрелкой дивизии.
С сентября 1941 года — начальник штаба 15-го стрелкового корпуса. В конце сентября 1941 года попал в окружение восточнее Киева в районе Прилуки, Оржица, Лохвица, Обоянь. Вышел из окружения через 24 дня.
С ноября 1941 года — начальник штаба 49-й стрелковой дивизии МВО, формировавшейся в городе Иваново на базе Ивановского добровольческого полка. В январе 1942 года дивизия вошла в состав Московской зоны обороны, а с конца августа направлена на Сталинградский фронт в состав 66-й армии. Полковник.
С 7 ноября 1942 года — на учёбе в Высшей военной академии имени К. Е. Ворошилова.
В июне 1943 года, по окончании ускоренного курса академии, назначен старшим преподавателем Военной академии им. М. В. Фрунзе. Решением Учёного совета академии от 24 сентября 1943 года присвоено учёное звание «ассистент».
В июне 1944 года по личной просьбе направлен на фронт и назначен заместителем командира 67-го стрелкового корпуса. В составе 38-й армии воевал на 1-м, а с декабря 1944 года — 4-м Украинских фронтах.
С 11 марта 1945 года — командир 70-й гвардейской стрелковой Глуховской ордена Ленина дважды Краснознамённой ордена Богдана Хмельницкого дивизии 38-й армии 4-го Украинского фронта.

### После войны
Генерал-майор с 11 июля 1945 года.
В октябре 1946 года освобождён от должности и зачислен в распоряжение Управления кадров Сухопутных войск, затем назначен начальником штаба 21-го гвардейского стрелкового Венского корпуса ЦГВ.
С марта 1947 года — начальник штаба 5-го гвардейского стрелкового Кёнигсбергско-Хинганского Краснознамённого корпуса 39-й армии (Приморский ВО).
С апреля 1948 года — исполнял должность заместителя начальника Управления боевой и физической подготовки Главнокомандующего войсками Дальнего Востока.
С октября 1952 по декабрь 1953 года — обучался на ВАК при Высшей военной академии имени К. Е. Ворошилова.
По окончании курсов в декабре 1953 года назначен начальником Бакинского пехотного училища.
С декабря 1953 по февраль 1957 года — Начальник Бакинского пехотного училища (с 04.1954 -Бакинское военное училище).
С февраля 1957 года — заместитель командира 27-гвардейского стрелкового корпуса (КВО).
28 августа 1958 года уволен в запас.
Умер 20 мая 1992 года в Киеве.

## Награды
- Орден Ленина
- Орден Красного Знамени
- Орден Красного Знамени
- Орден Суворова II степени[1]
- Орден Кутузова II степени
- Орден Отечественной войны I степени[2]
- Орден Отечественной войны II степени
- Орден Красной Звезды[3].
- Орден Красной Звезды
- Орден Красной Звезды.
- медаль За боевые заслуги
- Медаль «В ознаменование 100-летия со дня рождения Владимира Ильича Ленина».
- Медаль «Ветеран Вооружённых Сил СССР».
- Юбилейная медаль «Двадцать лет Победы в Великой Отечественной войне 1941—1945 гг.»
- Юбилейная медаль «50 лет Вооружённых Сил СССР».
- Юбилейная медаль «60 лет Вооружённых Сил СССР»[4].
- Юбилейная медаль «70 лет Вооружённых Сил СССР»[5].
- Медали СССР.
- Иностранными орденами и медалями.